# Séquence de Shine-Dalgarno
La séquence de Shine-Dalgarno ou site de fixation du ribosome (en anglais RBS, pour ribosome binding site) est une séquence de nucléotides présente sur les ARN messagers des bactéries, en amont du codon d'initiation. Ce motif, riche en purines, permet le positionnement de la sous-unité 30S du ribosome au niveau du début du cistron codant une protéine et participe ainsi au processus du démarrage de la traduction procaryotique.
Ce motif, long de 3 à 9 nucléotides consécutifs, est situé 6 à 12 nucléotides en amont du codon d'initiation de la traduction. Il a initialement été proposé par John Shine et Lynn Dalgarno. La séquence Shine-Dalgarno canonique complète est la suivante :
AGGAGGUAA
Elle est rarement trouvée sous forme complète en amont des gènes, mais en général sous forme partielle, comportant 4 à 6 nucléotides consécutifs de la séquence ci-dessus (exemple : AGGA ou GGAGG). Lors de la formation du complexe de démarrage de la traduction avec le ribosome, cette séquence forme un appariement ARN-ARN avec l'extrémité 3' de l'ARN ribosomique 16S, ce qui permet de pré-positionner le ribosome au voisinage immédiat du codon de démarrage. L'existence de cette interaction ARN-ARN a été formellement démontrée par l'étude structurale du ribosome, une trentaine d'années après le postulat de Shine et Dalgarno.
Ce mécanisme est essentiel au ribosome bactérien pour lui permettre de reconnaître les codons de démarrage sur les ARNm, en particulier sur les ARN polycistroniques qui codent plusieurs protéines. Il permet au ribosome de distinguer les codons AUG qui servent de codon d'initiation de ceux qui se trouvent à l'intérieur des cistrons et qui codent des méthionines internes aux chaînes protéiques.
On ne trouve pas de mécanisme analogue chez les eucaryotes, dont les ARNm sont monocistroniques et pour lesquels la reconnaissance du codon de démarrage s'effectue par un mécanisme de balayage. Il existe cependant aussi un motif conservé autour du codon AUG de démarrage, qu'on appelle la séquence de Kozak.